# Mick Wishofer
Mick Wishofer (Wenen, 8 oktober 1999) is een Oostenrijks autocoureur.

## Carrière
Wishofer begon zijn autosportcarrière in het karting in 2008. In 2011 won hij de zowel de Oostenrijkse en de Hongaarse Rotax Max Challenge. Dat jaar werd hij ook tweede in de Mini Max-klasse van de Centraal-Europese Rotax Max Challenge.
In 2017 stapte Wishofer over naar het formuleracing en maakte hij zijn Formule 4-debuut in het ADAC Formule 4-kampioenschap bij Lechner Racing. Hij behaalde zijn enige kampioenschapspunt in de seizoensfinale op de Hockenheimring Baden-Württemberg en eindigde zodoende op plaats 23 in het klassement. In de rookieklasse won hij elf van de 21 races en werd hij met 383,5 punten kampioen.
In 2018 bleef Wishofer actief in de ADAC Formule 4, maar stapte hij over naar het team US Racing-CHRS. Hij behaalde zijn eerste overwinning op de Hockenheimring. In de rest van het seizoen stond hij nog vijfmaal op het podium: twee keer op de Lausitzring en een keer op zowel de Motorsport Arena Oschersleben, de Red Bull Ring en Hockenheim. Met 160 punten steeg hij naar de zesde plaats in de eindstand.
In 2019 stapte Wishofer over naar de GT-racerij en debuteerde hij in de ADAC GT Masters. Voor het team Team Zakspeed BKK Mobil Oil Racing deelde hij een Mercedes-AMG GT3 met Kelvin Snoeks. In het laatste weekend op de Sachsenring behaalden zij een podiumplaats, maar in de rest van de races finishten zij nooit hoger dan dertiende. Met 22 punten eindigde het duo op plaats 23 in het kampioenschap.
In 2020 bleef Wishofer actief in de ADAC GT Masters bij Zakspeed. Hij kreeg wel een nieuwe teamgenoot met Dorian Boccolacci. Op de Lausitzring behaalde het duo hun eerste overwinning in de klasse. Dit was wel hun enige podiumfinish van het seizoen. Met 70 punten werden zij twaalfde in het eindklassement. Hiernaast debuteerde Wishofer in de GT World Challenge Europe Sprint Cup, waarin hij voor het team Toksport WRT uitkwam in het weekend op het Circuit de Nevers Magny-Cours. Hij deelde hier een Mercedes-AMG GT3 Evo met Robin Rogalski. In de eerste race kwamen zij niet aan de finish, terwijl zij in de tweede race zestiende werden.
In 2021 reed Wishofer een derde seizoen in de ADAC GT Masters, maar stapte hij wel over naar het team MRS GT-Racing. Hij deelde hier een Porsche 911 GT3 R met Maximilian Hackländer. In de eerste helft van het seizoen behaalden zij een podiumfinish op Oschersleben. Na vier raceweekenden werd Wishofer vervangen door Erik Johansson. Met zes kampioenschapspunten eindigde hij op plaats 33 in het klassement.
In 2022 keerde Wishofer terug in de ADAC GT Masters bij het team Emil Frey Racing. Hij deelde hier een Lamborghini Huracán GT3 Evo met Konsta Lappalainen. Zij behaalden de pole position en de overwinning in de eerste race op het Circuit Zandvoort, maar kwamen in de rest van het seizoen niet meer op het podium terecht. Met 83 punten werden zij zeventiende in de eindstand. Tevens reed Wishofer voor Frey in de laatste twee races van de GT World Challenge Europe Endurance Cup, waar hij de auto deelde met Lappalainen en Stuart White. Het trio nam deel aan de Silver Cup en won de race op Hockenheim, voordat zij in de seizoensfinale op het Circuit de Barcelona-Catalunya derde werden.
In 2023 debuteerde Wishofer in de DTM, waarin hij voor het GRT Grasser Racing Team in een Lamborghini Huracán GT3 Evo 2 reed.